# Великий Зюдостинський
Великий Зюдостинський (рос. Большой Зюдостинский) — острів у північно-західній частині Каспійського моря в дельті Волги. Адміністративно розташовано в Камизяцькому районі Астраханської області Росія.